# نوفوترويتسك
نوفوترويتسك (بالروسية: Новотроицк) هي إحدى مدن روسيا في الكيان الفدرالي الروسي أورنبرغ أوبلاست، وتقع على الضفة اليمنى على نهر الأورال، وتبعد 276 كيلومتر (171 ميل) من أورينبورغ، على الحدود مع كازاخستان.

## أعلام
- يفغيني ريلوف